# Scott Bradlee
Scott Bradlee (nascido a 19 de Setembro de 1981) é um músico, pianista, compositor, e arranjador musical americano. É conhecido pelos seus vídeos virais no YouTube, incluindo os seus trabalhos com o colectivo Postmodern Jukebox.

## Biografia
Scott Bradlee é um pianista, compositor e produtor mais conhecido por ter sido o criador dos Postmodern Jukebox -- um colectivo de músicos que fazem adaptações de música pop com um estilo vintage.
Bradlee cresceu em Pattenburg, na Union Township, Hunterdon County, New Jersey onde se apaixonou pelo  jazz aos 12 anos de idade, após ouvir a Rhapsody in Blue de George Gershwin pela primeira vez.
Bradlee tornou-se num artista de sucesso nos círculos do jazz em Nova Iorque, e foi o director musical de um espectáculo off-Broadway intitulado Sleep No More.
À procura de inspiração criativa, Bradlee começou a reescrever música pop como exercício. Em 2009, lançou "Hello My Ragtime '80s", que misturava o estilo ragtime com música da década de 80. Após tocar e obter experiência de palco regular no Robert Restaurant, lançou a compilação "Mashups by Candlelight". Bradlee ganhou popularidade em 2012 com "A Motown Tribute to Nickelback", um trabalho em colaboração com outros músicos locais, que mesclava músicas da banda Nickelback com o estilo da música R&B da década de 60.
Em 2013, Bradlee empenhou-se na formação do projecto Postmodern Jukebox, um colectivo de músicos, não-fixo, que faz covers de músicas pop ao estilo jazz, ragtime, e swing. O grupo tornou-se famoso com a sua versão doo-wop da música "We Can't Stop" de Miley Cyrus, com a participação do grupo vocal The Tee-Tones. À medida que a sua popularidade foi aumentando, Bradlee foi entrevistado por agências de notícias, como a NPR e também atuou ao vivo no Good Morning America e no Fuse. O grupo visitou os escritórios de Nova Iorque da Cosmopolitan Magazine para divulgação do seu trabalho e como revista das canções mais populares desse ano.
Vários artistas têm vindo a declarar o seu apreço pelo trabalho do grupo. Dentre os músicos convidados pelo grupo, encontra-se Dave Koz, que colaborou em versões jazz de "Careless Whisper" e do tema do Game of Thrones; e Niia, que se juntou para fazer a versão "space jazz" de "The End of the World". A colaboração dos Postmodern Jukebox, em Outubro de 2013 com os Puddles Pity Party numa cover da música "Royals" da cantora Lorde gerou algum interesse; em Setembro de 2014, este vídeo era o segundo mais popular no canal de YouTube de Bradlee, com mais de 8,7 milhões de visualizações.
Em 2013, Bradlee interessou-se na indústria dos videojogos, compondo a banda sonora do jogo BioShock Infinite da 2K Games, que inclui quatro dos seus arranjos estilizados: uma versão em piano da música "Everybody Wants to Rule the World" dos Tears for Fears (piano e vozes), uma versão ragtime da música "Tainted Love" de Gloria Jones (arranjo, piano), e versões da "Shiny Happy People" dos R.E.M. (arranjo e piano) e "After You’ve Gone" (arranjo, piano).
No início de Setembro de 2014, Bradlee lançou uma interpretação, em jazz da década de 40, de "All About That Bass", intitulada "All About That (Upright) Bass", incluindo Kate Davis como cantora solo e no contrabaixo, Bradlee no piano e Dave Tedeschi na bateria. O vídeo teve 8 milhões de visualizações em três meses. Ainda em 2014, o Canal de YouTube de Bradlee, "Postmodern Jukebox", integrou a lista "Top 100 Channels" da NewMediaRockstars, atingindo o 42.º lugar da lista.
No final de 2014 e 2015, a banda esteve em digressão pelos Estados Unidos e Europa.

## Membros da Postmodern Jukebox
O trabalho mais notável de Bradlee é a banda por ele criada, "Postmodern Jukebox".  A banda lança covers semanais de música pop em variações de jazz ou outros estilos desse género musical. Na colectivo de músicos, já tocaram os seguintes membros:
- Scott Bradlee - piano, arranjos
- Robyn Adele Anderson - voz
- Adam Kubota - baixo
- Allan Mednard - bateria
- Cristina Gatti - voz
- Ashley Stroud - voz
- Nick Finzer - trombone
- Andrew Gutauskas - saxofone
- Ben Golder-Novick - saxofone
- Tim Kubart - pandeireta
- Puddles Pity Party - voz
- David Wong - violino
- Jay Ratmann - clarinete
- Stefan Zeniuk - madeiras
- Joe McDonough - trombone
- Karen Marie - voz
- Morgan James - voz
- Seth Paris - saxofone
- Mykal Kilgore - voz
- Jasmin Walker - voz
- Michael Sailors - trompete
- James Hall - trombone
- Lauren Molina - violoncelo
- Brandee Younger - harpa
- Ariana Savalas - voz
- Sean Condron - banjo
- Ric Becker - trombone
- Von Smith - voz
- Scout Ford - voz
- Gerard Giddens - voz
- Bernard Taylor - voz
- Jerome Cohen - voz
- Chip Thomas - bateria
- Dave Koz - saxofone
- Tom Abbott - clarinete
- Jason Prover - trompete
- Robert Edwards - trombone
- Miche Braden - voz
- Tony DeSare - voz
- Sean Clapis - guitarra
- Kiah Victoria - voz
- Bennett Miller - baixo
- Kate Davis - voz, baixo
- Dave Tedeschi – bateria
- Kate Dunphy - acordeão
- Casey Abrams - voz, baixo, escaleta
- Haley Reinhart - voz
- Shoshana Bean - voz
- Emily West - voz
- Maiya Sykes - voz
- Sarah Reich - sapateado
- Blake Lewis - voz
- Molly E. Fletcher - violino
- Sara Niemietz - voz
- Joey Cook - voz

## Discografia

### Álbuns
- Mashups by Candlelight (2012)
- A Motown Tribute to Nickelback (2013)
- Mashups by Candlelight, Vol. 2 (2013)
- Twist is the New Twerk (2014)
- Clubbin′ With Grandpa (2014)
- Historical Misappropriation (2014)
- A Very Postmodern Christmas (2014)
- Selfies on Kodachrome (2015)
- Emoji Antique (2015)
- Swipe Right For Vintage (2015)